# Walther Lietzmann
Karl Julius Walther Lietzmann, född 7 augusti 1880 i Drossen, provinsen Brandenburg, död 12 juli 1959 i Göttingen, var en tysk matematiker.
Lietzmann var från 1919 Oberstudiendirektor i Göttingen och även lärare i matematisk pedagogik vid universitetet där. Bland Lietzmanns skrifter märkts Methodik des mathematischen Unterrichts (3 band, 1916-24).